# Вазелінова олія
Вазелінова олія або вазелінове масло (лат. Oleum vaselini) — очищена фракція нафти, що отримується після відгону гасу, в якій немає шкідливих органічних речовин та їх сполук. Використовується в медицині і косметиці.

## Хімічний склад
Суміш граничних вуглеводнів із С10 ÷ С15. Безбарвна масляниста рідина, що пом'якшує мазеві основи. Змішується з жирами і оливами, має всі властивості вазеліну.
Як і вазелін, розчинне в ефірі та хлороформі, гасі, бензині та уайт-спіриті. Нерозчинна у спирті та воді, проте, добре збита з абсолютизованим ізопропіловим спиртом утворює умовно стійку емульсію — у пропорції до 10 % суспензія є однорідною близько двох-п'яти хвилин, при пропорції олії 20 % збита суміш стійка близько однієї-трьох хвилин, потім починається візуально видиме розшарування. Медична вазелінова олія розшаровується швидше, ніж аналогічні за в'язкістю, але менш чисті жовті промислові сорти олій — час стійкості емульсії залежить від щільності та в'язкості конкретного сорту олії, частина олії залишається у зваженому стані протягом кількох діб, візуально це приблизно 2-3 %.

## Олія вазелінова медична
Якість і право називатися «медичним» нормується стандартом ГОСТ 3164-78. Основні фізичні характеристики приблизно відповідають марці 250 немедичної олії різних виробників:
- щільність при 20° С, г/см3, не менше: 0,850—0,890
- кінематична в'язкість при 50° С, мм²/с: 26,0—38,5
- кінематична в'язкість при 40° С, мм²/с: 40,0—58,0
- температура спалаху, яка визначається в закритому тиглі, °С, не нижче: 185.

## Застосування
На основі медичної вазелінової олії створюються безліч різних медичних і косметичних мазей, вона використовується як розчинник для ряду препаратів, призначених для ін'єкцій і як піногасник при виробництві пеніциліну. У харчовій промисловості вазелінова олія використовується як мастило для обладнання.
У церквах та історичних будівлях олія вазелінова медична (олія медична біла вищої якості) використовується замість рослинних олій у лампадах. В результаті повного згоряння рідкого парафіну утворюється діоксид вуглецю та водяна пара. На відміну від рослинних олій та воску, вазелінова не дає осадження кіптяви та сажі на настінних фресках та розписах.
Вазелінова олія досить широко застосовується в прикладній та аналітичній ІЧ-спектроскопії. Використовується для приготування суспензій, оскільки має мало власних смуг поглинання та перешкоджає контакту речовини з повітрям.